# Copa Argentina de Básquet 2002
La Copa Argentina de Básquet 2002 o tan solo Copa Argentina 2002 fue la primera edición de este torneo oficial de pretemporada organizado por la Asociación de Clubes de Básquet. Contó con la participación de treinta y dos equipos, dieciséis de la Liga Nacional de Básquet 2002/03 y catorce del Torneo Nacional de Ascenso 2002-03 y dos provenientes de la Liga B.
El cuadrangular final se disputó en el Estadio Once Unidos de Mar del Plata, donde Boca Juniors se proclamó campeón.

## Equipos participantes
| Liga Nacional 2002-03 | Liga Nacional 2002-03 |
| Equipo                | Ciudad                |
| --------------------- | --------------------- |
| Andino SC             | La Rioja              |
| Atenas                | Córdoba               |
| Belgrano              | San Nicolás           |
| Ben Hur               | Rafaela               |
| Boca Juniors          | Buenos Aires          |
| Estudiantes           | Olavarría             |
| Estudiantes           | Bahía Blanca          |
| Ferro Carril Oeste    | Buenos Aires          |
| Gimnasia y Esgrima    | Comodoro Rivadavia    |
| Gimnasia y Esgrima    | La Plata              |
| Libertad              | Sunchales             |
| Obras Sanitarias      | Buenos Aires          |
| Peñarol               | Mar del Plata         |
| Pico FC               | General Pico          |
| Quilmes               | Mar del Plata         |
| Regatas               | San Nicolás           |

| TNA 2002-03                  | TNA 2002-03         |
| Equipo                       | Ciudad              |
| ---------------------------- | ------------------- |
| Alma Juniors                 | Esperanza           |
| Argentino                    | Junín               |
| Central Entrerriano          | Gualeguaychú        |
| Ciclista Juninense           | Junín               |
| Conarpesa - Deportivo Madryn | Puerto Madryn       |
| Independiente                | General Pico        |
| La Unión                     | Colón               |
| Quilmes AC                   | Quilmes             |
| Quimsa                       | Santiago del Estero |
| Regatas Corrientes           | Corrientes          |
| River Plate                  | Buenos Aires        |
| San Andrés                   | Malaver             |
| San Isidro                   | San Francisco       |
| Tucumán Basketball           | Tucumán             |

| Primera Nacional "B" 2002-03 | Primera Nacional "B" 2002-03 |
| Equipo                       | Ciudad                       |
| ---------------------------- | ---------------------------- |
| Centro Juventud Sionista     | Paraná                       |
| Atlético Echagüe Club        | Paraná                       |

## Formato de competencia
Play offs
Primera fase: Los treinta y un equipos se agruparon en parejas, donde los equipos se enfrentaron en modo de play-offs en la sede del equipo de la menor categoría. Resultó ganador de la serie aquel equipo que hubiese conseguido en la suma de ambos partidos la mayor cantidad de puntos a favor. Los dieciséis ganadores avanzaron de fase, los perdedores dejaron de participar.
Segunda fase: Los dieciséis equipos participantes se emparejaron y disputaron duelos de ida y vuelta. Nuevamente, resultó ganador de la serie aquel equipo que hubiese conseguido en la suma de ambos partidos la mayor cantidad de puntos a favor. Los ocho ganadores avanzaron de fase, los perdedores dejaron de participar.
Tercer fase: Los ocho equipos participantes, se emparejaron y disputaron duelos de ida y vuelta. Nuevamente, resultó ganador de la serie aquel equipo que hubiese conseguido en la suma de ambos partidos la mayor cantidad de puntos a favor. Los cuatro ganadores avanzaron al cuadrangular final, los perdedores dejaron de participar.
Cuadrangular final
El cuadrangular final se disputó todos contra todos en tres días, entre el 27 y 29 de septiembre y en sede única, el Estadio Once Unidos en la Ciudad de Mar del Plata. El mejor equipo se consagró campeón.

## Ronda clasificatoria

### Serie 1
|  | Cuartos de final      | Cuartos de final      | Cuartos de final      |    |             | Semifinales            | Semifinales            | Semifinales            |  |  | Final                 | Final                 | Final                 |
|  | 6 al 10 de septiembre | 6 al 10 de septiembre | 6 al 10 de septiembre |    |             | 14 al 16 de septiembre | 14 al 16 de septiembre | 14 al 16 de septiembre |  |  | 20 y 22 de septiembre | 20 y 22 de septiembre | 20 y 22 de septiembre |
|  |                       |                       |                       |    |             |                        |                        |                        |  |  |                       |                       |                       |
|  | San Isidro (SF)       | 95                    | 89                    |    |             |                        |                        |                        |  |  |                       |                       |                       |
|  | Atenas                | 97                    | 124                   |    |             |                        |                        |                        |  |  |                       |                       |                       |
|  | Atenas                | 97                    | 124                   |    | Atenas      | 77                     | 113                    |                        |  |  |                       |                       |                       |
|  |                       |                       |                       |    | Atenas      | 77                     | 113                    |                        |  |  |                       |                       |                       |
|  |                       | Tucumán BB            | 61                    | 76 |             |                        |                        |                        |  |  |                       |                       |                       |
|  | Tucumán BB            | Tucumán BB            | 61                    | 76 | 94          | 103                    |                        |                        |  |  |                       |                       |                       |
|  | Tucumán BB            |                       |                       |    | 94          | 103                    |                        |                        |  |  |                       |                       |                       |
|  | Andino SC             | 72                    | 78                    |    |             |                        |                        |                        |  |  |                       |                       |                       |
|  |                       |                       |                       |    |             |                        |                        |                        |  |  | Atenas                | 69                    | 86                    |
|  |                       |                       | Echagüe               | 73 | 77          |                        |                        |                        |  |  |                       |                       |                       |
|  | Echagüe               | 86                    | 52                    |    |             |                        |                        |                        |  |  |                       |                       |                       |
|  | Regatas SN            | 74                    | 57                    |    |             |                        |                        |                        |  |  |                       |                       |                       |
|  | Regatas SN            | 74                    | 57                    |    | Belgrano SN | 71                     | 65                     |                        |  |  |                       |                       |                       |
|  |                       |                       |                       |    | Belgrano SN | 71                     | 65                     |                        |  |  |                       |                       |                       |
|  |                       | Echagüe               | 82                    | 66 |             |                        |                        |                        |  |  |                       |                       |                       |
|  | Sionista              | Echagüe               | 82                    | 66 | 79          | 109                    |                        |                        |  |  |                       |                       |                       |
|  | Sionista              |                       |                       |    | 79          | 109                    |                        |                        |  |  |                       |                       |                       |
|  | Belgrano SN           | 87                    | 106                   |    |             |                        |                        |                        |  |  |                       |                       |                       |

Nota: el equipo ubicado en la primera línea ejerció la localía en el segundo partido. En la primera fase fue local en ambos partidos

### Serie 2
|  | Cuartos de final     | Cuartos de final     | Cuartos de final     |    |              | Semifinales            | Semifinales            | Semifinales            |  |  | Final                 | Final                 | Final                 |
|  | 6 al 8 de septiembre | 6 al 8 de septiembre | 6 al 8 de septiembre |    |              | 13 al 17 de septiembre | 13 al 17 de septiembre | 13 al 17 de septiembre |  |  | 20 y 22 de septiembre | 20 y 22 de septiembre | 20 y 22 de septiembre |
|  |                      |                      |                      |    |              |                        |                        |                        |  |  |                       |                       |                       |
|  | La Unión (Colón)     | 69                   | 75                   |    |              |                        |                        |                        |  |  |                       |                       |                       |
|  | Boca Juniors         | 78                   | 80                   |    |              |                        |                        |                        |  |  |                       |                       |                       |
|  | Boca Juniors         | 78                   | 80                   |    | Boca Juniors | 94                     | 96                     |                        |  |  |                       |                       |                       |
|  |                      |                      |                      |    | Boca Juniors | 94                     | 96                     |                        |  |  |                       |                       |                       |
|  |                      | Central Entrerriano  | 96                   | 71 |              |                        |                        |                        |  |  |                       |                       |                       |
|  | Central Entrerriano  | Central Entrerriano  | 96                   | 71 | 116          | 86                     |                        |                        |  |  |                       |                       |                       |
|  | Central Entrerriano  |                      |                      |    | 116          | 86                     |                        |                        |  |  |                       |                       |                       |
|  | Ferro Carril Oeste   | 88                   | 81                   |    |              |                        |                        |                        |  |  |                       |                       |                       |
|  |                      |                      |                      |    |              |                        |                        |                        |  |  | Boca Juniors          | 78                    | 78                    |
|  |                      |                      | Ben Hur              | 91 | 63           |                        |                        |                        |  |  |                       |                       |                       |
|  | Quimsa               | 86                   | 94                   |    |              |                        |                        |                        |  |  |                       |                       |                       |
|  | Libertad             | 82                   | 97                   |    |              |                        |                        |                        |  |  |                       |                       |                       |
|  | Libertad             | 82                   | 97                   |    | Quimsa       | 69                     | 76                     |                        |  |  |                       |                       |                       |
|  |                      |                      |                      |    | Quimsa       | 69                     | 76                     |                        |  |  |                       |                       |                       |
|  |                      | Ben Hur              | 85                   | 77 |              |                        |                        |                        |  |  |                       |                       |                       |
|  | Regatas Corrientes   | Ben Hur              | 85                   | 77 | 81           | 92                     |                        |                        |  |  |                       |                       |                       |
|  | Regatas Corrientes   |                      |                      |    | 81           | 92                     |                        |                        |  |  |                       |                       |                       |
|  | Ben Hur              | 76                   | 99                   |    |              |                        |                        |                        |  |  |                       |                       |                       |

Nota: el equipo ubicado en la primera línea ejerció la localía en el segundo partido. En la primera fase fue local en ambos partidos

### Serie 3
|  | Cuartos de final     | Cuartos de final     | Cuartos de final     |    |               | Semifinales            | Semifinales            | Semifinales            |  |  | Final                 | Final                 | Final                 |
|  | 6 al 8 de septiembre | 6 al 8 de septiembre | 6 al 8 de septiembre |    |               | 12 al 16 de septiembre | 12 al 16 de septiembre | 12 al 16 de septiembre |  |  | 21 y 24 de septiembre | 21 y 24 de septiembre | 21 y 24 de septiembre |
|  |                      |                      |                      |    |               |                        |                        |                        |  |  |                       |                       |                       |
|  | Quilmes AC           | 86                   | 75                   |    |               |                        |                        |                        |  |  |                       |                       |                       |
|  | Quilmes              | 98                   | 73                   |    |               |                        |                        |                        |  |  |                       |                       |                       |
|  | Quilmes              | 98                   | 73                   |    | Quilmes       | 93                     | 88                     |                        |  |  |                       |                       |                       |
|  |                      |                      |                      |    | Quilmes       | 93                     | 88                     |                        |  |  |                       |                       |                       |
|  |                      | Peñarol              | 76                   | 86 |               |                        |                        |                        |  |  |                       |                       |                       |
|  | Alma Juniors         | Peñarol              | 76                   | 86 | 89            | 80                     |                        |                        |  |  |                       |                       |                       |
|  | Alma Juniors         |                      |                      |    | 89            | 80                     |                        |                        |  |  |                       |                       |                       |
|  | Peñarol              | 102                  | 97                   |    |               |                        |                        |                        |  |  |                       |                       |                       |
|  |                      |                      |                      |    |               |                        |                        |                        |  |  | Quilmes               | 81                    | 81                    |
|  |                      |                      | Gimnasia (LP)        | 85 | 84            |                        |                        |                        |  |  |                       |                       |                       |
|  | Ciclista Juninense   | 62                   | 66                   |    |               |                        |                        |                        |  |  |                       |                       |                       |
|  | Gimnasia (LP)        | 76                   | 75                   |    |               |                        |                        |                        |  |  |                       |                       |                       |
|  | Gimnasia (LP)        | 76                   | 75                   |    | Gimnasia (LP) | 77                     | 100                    |                        |  |  |                       |                       |                       |
|  |                      |                      |                      |    | Gimnasia (LP) | 77                     | 100                    |                        |  |  |                       |                       |                       |
|  |                      | Obras Sanitarias     | 80                   | 66 |               |                        |                        |                        |  |  |                       |                       |                       |
|  | San Andrés           | Obras Sanitarias     | 80                   | 66 | 80            | 103                    |                        |                        |  |  |                       |                       |                       |
|  | San Andrés           |                      |                      |    | 80            | 103                    |                        |                        |  |  |                       |                       |                       |
|  | Obras Sanitarias     | 99                   | 109                  |    |               |                        |                        |                        |  |  |                       |                       |                       |

Nota: el equipo ubicado en la primera línea ejerció la localía en el segundo partido. En la primera fase fue local en ambos partidos

### Serie 4
|  | Cuartos de final     | Cuartos de final     | Cuartos de final     |    |                  | Semifinales            | Semifinales            | Semifinales            |  |  | Final                 | Final                 | Final                 |
|  | 7 al 9 de septiembre | 7 al 9 de septiembre | 7 al 9 de septiembre |    |                  | 13 al 16 de septiembre | 13 al 16 de septiembre | 13 al 16 de septiembre |  |  | 20 y 23 de septiembre | 20 y 23 de septiembre | 20 y 23 de septiembre |
|  |                      |                      |                      |    |                  |                        |                        |                        |  |  |                       |                       |                       |
|  | River Plate          | 66                   | 79                   |    |                  |                        |                        |                        |  |  |                       |                       |                       |
|  | Estudiantes (BB)     | 89                   | 86                   |    |                  |                        |                        |                        |  |  |                       |                       |                       |
|  | Estudiantes (BB)     | 89                   | 86                   |    | Estudiantes (BB) | 75                     | 82                     |                        |  |  |                       |                       |                       |
|  |                      |                      |                      |    | Estudiantes (BB) | 75                     | 82                     |                        |  |  |                       |                       |                       |
|  |                      | Conarpesa - DM       | 83                   | 78 |                  |                        |                        |                        |  |  |                       |                       |                       |
|  | Conarpesa - DM       | Conarpesa - DM       | 83                   | 78 | 91               | 85                     |                        |                        |  |  |                       |                       |                       |
|  | Conarpesa - DM       |                      |                      |    | 91               | 85                     |                        |                        |  |  |                       |                       |                       |
|  | Gimnasia (CR)        | 86                   | 86                   |    |                  |                        |                        |                        |  |  |                       |                       |                       |
|  |                      |                      |                      |    |                  |                        |                        |                        |  |  | Argentino (J)         | 75                    | 123                   |
|  |                      |                      | Conarpesa - DM       | 76 | 115              |                        |                        |                        |  |  |                       |                       |                       |
|  | Independiente (GP)   | 77                   | 75                   |    |                  |                        |                        |                        |  |  |                       |                       |                       |
|  | Pico FC              | 97                   | 90                   |    |                  |                        |                        |                        |  |  |                       |                       |                       |
|  | Pico FC              | 97                   | 90                   |    | Pico FC          | 59                     | 91                     |                        |  |  |                       |                       |                       |
|  |                      |                      |                      |    | Pico FC          | 59                     | 91                     |                        |  |  |                       |                       |                       |
|  |                      | Argentino (J)        | 89                   | 85 |                  |                        |                        |                        |  |  |                       |                       |                       |
|  | Argentino (J)        | Argentino (J)        | 89                   | 85 | 87               | 82                     |                        |                        |  |  |                       |                       |                       |
|  | Argentino (J)        |                      |                      |    | 87               | 82                     |                        |                        |  |  |                       |                       |                       |
|  | Estudiantes (O)      | 82                   | 74                   |    |                  |                        |                        |                        |  |  |                       |                       |                       |

Nota: el equipo ubicado en la primera línea ejerció la localía en el segundo partido. En la primera fase fue local en ambos partidos

## Cuadrangular final
| Equipo              | PG | PP | TF  | TC  | Dif  |
| ------------------- | -- | -- | --- | --- | ---- |
| Boca Juniors        | 3  | 0  | 256 | 223 | + 33 |
| Atenas              | 2  | 1  | 246 | 241 | + 5  |
| Argentino (Junín)   | 1  | 2  | 243 | 263 | - 20 |
| Gimnasia (La Plata) | 0  | 3  | 241 | 259 | - 18 |

| Fecha            |              | Partido | Partido | Partido |               |
| ---------------- | ------------ | ------- | ------- | ------- | ------------- |
| 27 de septiembre | Boca Juniors | 85      | -       | 74      | Argentino (J) |
| 27 de septiembre | Atenas       | 82      | -       | 78      | Gimnasia LP   |
| 28 de septiembre | Boca Juniors | 87      | -       | 82      | Gimnasia LP   |
| 28 de septiembre | Atenas       | 97      | -       | 79      | Argentino (J) |
| 29 de septiembre | Gimnasia LP  | 81      | -       | 90      | Argentino (J) |
| 29 de septiembre | Boca Juniors | 84      | -       | 67      | Atenas        |

Boca Juniors

Campeón

Primer título